# Kahnbeinpseudarthrose

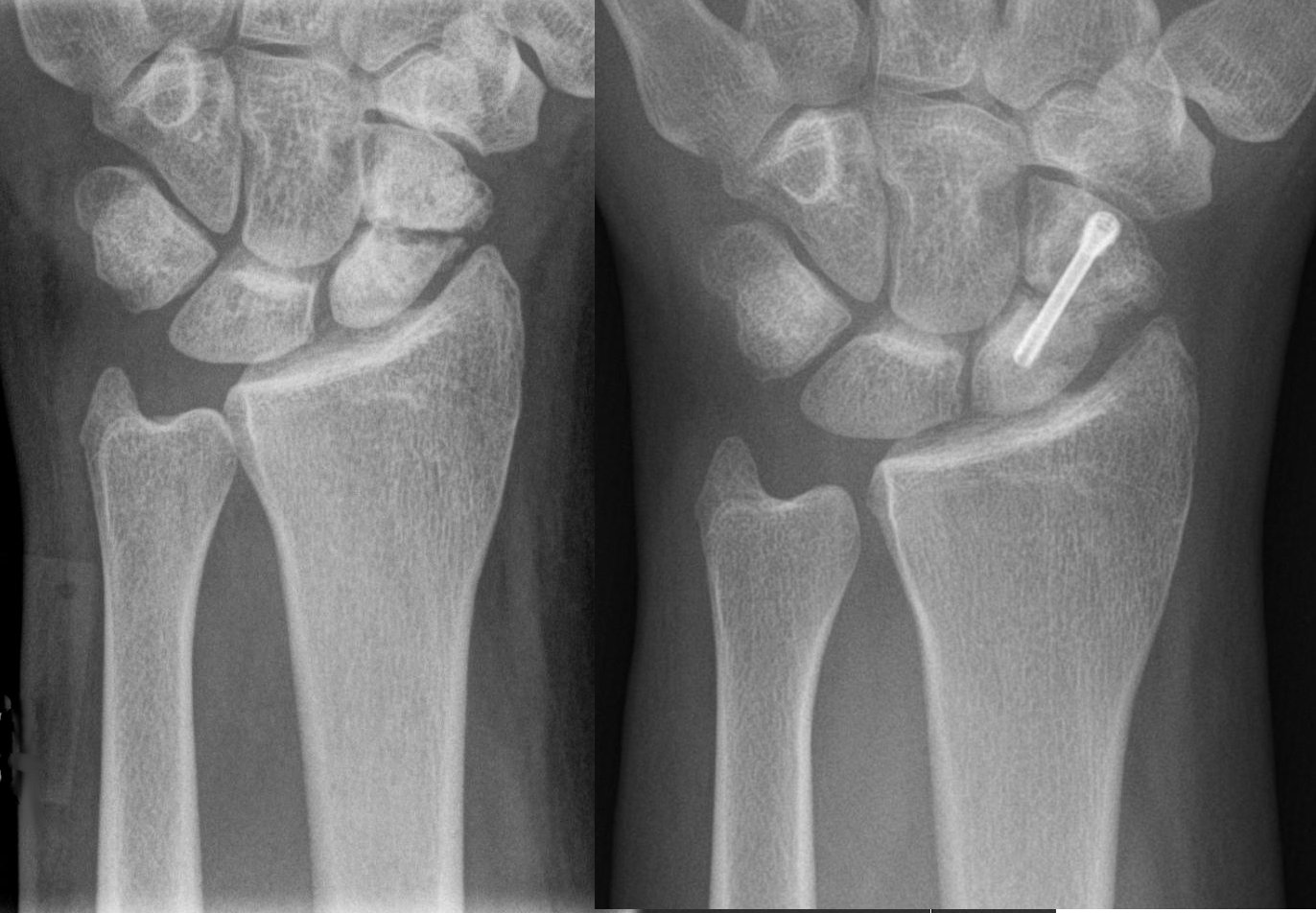
Kahnbein-Pseudarthrose (linkes Bild) und Versorgung mit Herbert-Schraube (rechts).

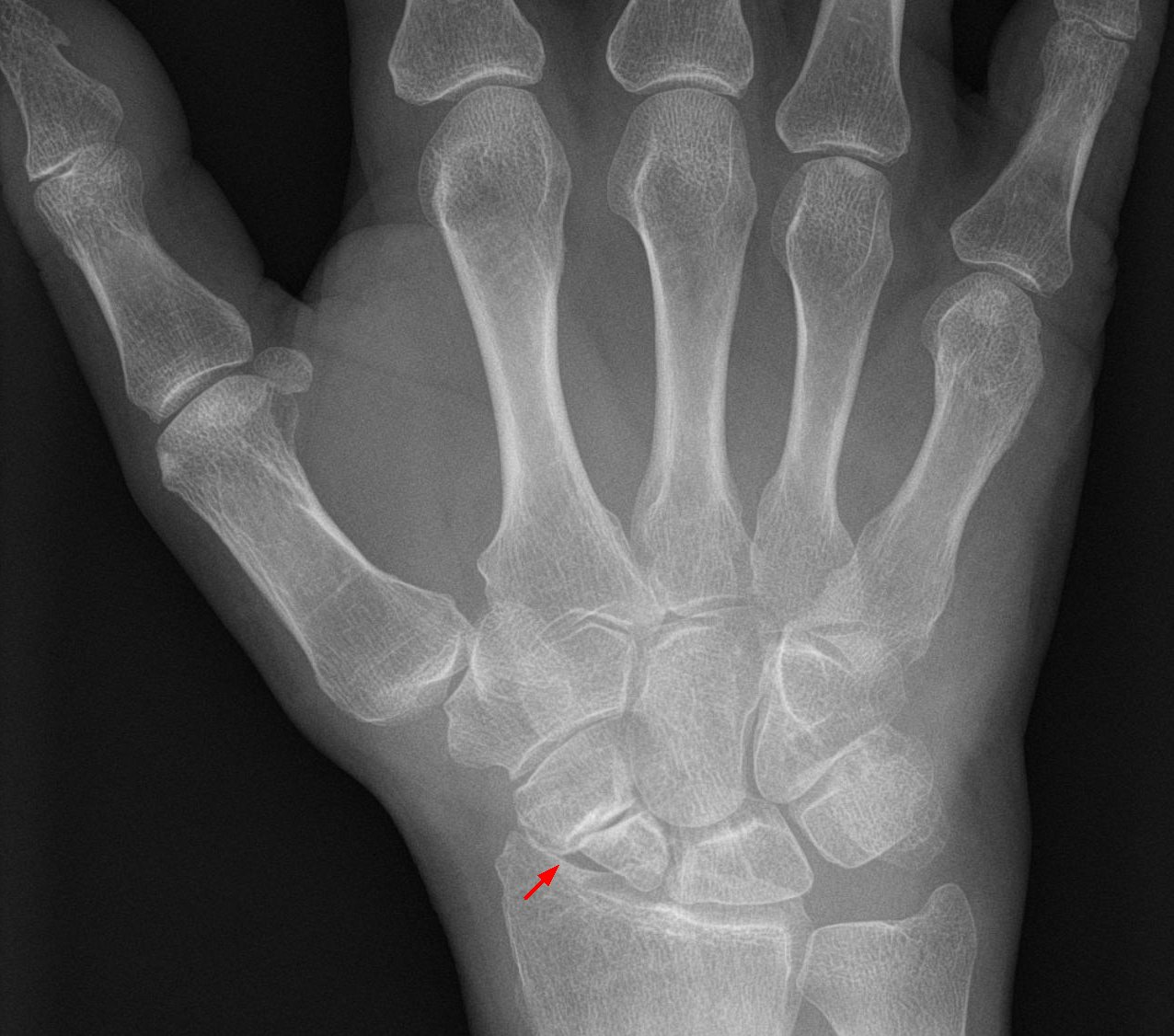
Geteiltes Kahnbein. In einigen Fällen, vor allem, wenn keine Verletzung erinnerlich ist, kann zwischen einer Pseudarthrose und einer zweigeteilten Anlage (Os scaphoideum bipartitum) nicht sicher unterschieden werden. In diesem Fall handelt es sich wegen der harmonischen Kontaktflächen eher um eine geteilte Anlagevariante.

Eine Kahnbeinpseudarthrose ist eine Pseudarthrose vom Os scaphoideum des Handgelenks.

## Entstehung
Das Kahnbein ist der biomechanisch wichtigste Knochen der Handwurzelknochen. Eine Kahnbeinpseudarthrose kann beim Ausbleiben der Bruchheilung einer Fraktur des Kahnbeines entstehen. Bei der konservativen, nicht operativen Behandlung werden Pseudarthroseraten von 23 % berichtet, bei der operativen Behandlung wird in der Literatur von Pseudoarthroseraten zwischen 5 und 15 % berichtet. Die Kahnbeinpseudarthrose hat somit im Wesentlichen zwei Ursachen:
1. Die Kahnbeinfraktur bleibt unerkannt, da sie im Röntgen nicht vom behandelnden Arzt erkannt wird, oder der Patient nicht ins Spital ging.
2. Die Kahnbeinfraktur wurde operativ versorgt und es kommt dennoch zu einer Pseudarthrose, aufgrund nicht fusionierender Knochenfragmente.

## Symptome
Die Symptome sind Schmerzen am Handgelenk, insbesondere der sog. Tabatière oder an der Handwurzel generell. Im weiteren Verlauf kann sich auch eine Arthrose entwickeln.

## Therapie
Die Therapie erfolgt operativ, indem die Pseudarthrose entfernt wird und der dann verbleibende Defekt im Kahnbeinknochen mit einem Knochenspan aus dem Beckenkamm oder Knochenersatzmaterial stabilisiert wird (Operation nach Matti-Russe). Zusätzlich kann eine Stabilisation mit einer Herbert-Schraube, die auch bei der Behandlung des Kahnbeinbruches eingesetzt wird, erfolgen.